# Max Klezmer Band
Max Klezmer Band est un groupe de musique de Cracovie fondé en 1998 par Max Kowalski. D'abord inspiré par la musique juive traditionnelle, le groupe a développé son style et un propre son. Ses compositions associent à la fois la musique klezmer, la musique d'Europe de l'Est et des Balkans, la musique indienne et le jazz. 
Le groupe est devenu une référence de la musique klezmer en Pologne,,,,,.Plusieurs articles lui ont été consacrés par le journal de référence en Pologne, Gazeta Wyborcza,. et par les quotidiens régionaux,
Le groupe s'est produit en Europe (Pologne, France,, Allemagne, Autriche, Belgique, Suède, Hongrie, Slovaquie, République Tchèque, Lettonie, Luxembourg, Grande-Bretagne, Biélorussie, Russie, Ukraine), en Amérique (Jamaïque) et en Afrique (Bénin). Le groupe donne une dizaine de concerts par an,. 

## Composition du groupe
Mis à part le fondateur et leader du groupe Max Kowalski, aucun des cinq autres musiciens du groupe n'est resté.
La formation actuelle du groupe comprend cinq musiciens :
- Michael Jones (violon, alto, chant, trompette, djembé, compositeur). Michael Jones a étudié le violon en Angleterre à la Guildhall School of Music et pendant ses études il est pilote dans la RAF. il est venu en Pologne en 2003 et s'est installé à Cracovie, où il vit toujours[17]. Collaboration avec Fiolka Najdanowicz (album Fiolka). Il enregistre une composition au violon indien (ravanhatta) pour la musique du film Wiedźmin. Il a joué pour des représentations théâtrales et est co-auteur de la musique du spectacle "Le Petit Prince" à Torun. Il s'est produit en particulier avec Nigel Kennedy, Kiniorem, Marek Stryszowski et Sidney Polak. Pendant de nombreuses années il a joué dans la formation de Okularsy Antidepresjon "Lunettes Anti-dépression". Il chante et compose pour son propre groupe OQLarsen. Il joue et compose au Max Klezmer Band depuis 2006[18].

- Michał Peiker (percussions) est diplômé de l'Académie de musique de Cracovie. Il joue et crée des musiques de différents styles et genres,n'hésitant pas à improviser pour rechercher son propre style et son propre son. A collaboré avec des orchestres symphoniques et de chambre. Il co-crée des performances théâtrales et de ballet. Participe à des projets de jazz, ethniques et pop. Michał Peiker coopère de manière permanente avec plusieurs théâtres dont le Théâtre Witkacy à Zakopane. Il est également membre de plusieurs groupes[19].

- Max Kowalski (contrebasse, compositeur) est diplômé de l'Académie de Musique de Cracovie. Depuis 2002 il coopère avec Théâtre Witkacy à Zakopane. Il a  composé la musique de plusieurs représentations théâtrales. Max Kowalski enseigne la contrebasse à l'école de musique de Dobczyce. Depuis 2011, il est également contrebassiste du groupe Sholem[20].

- Krystian Jaworz (piano) est diplômé du département de musique instrumentale de l'Académie de musique de Cracovie, section trompette et piano jazz. Compositeur, arrangeur, Krystian Jaworz est également associé à d'autres formations musicales[21].

- Aleksander Papierz (saxophone) vient de Silésie (Katowice). Il est actif sur la scène du jazz et de la musique expérimentale en Pologne avec les groupes Pulsarus, Nucleon, Cuefx Band et Pasimito avec lesquels il s'est produit dans les festivals suivants : Journées d'été du jazz de Varsovie, Avant Festival, Art Depot, Slot Art Festival, Transvisualia, Colors of Ostrava, Festival de Malte, Era Nowe Horyzonty, Casa del Jazz à Rome, ainsi qu'à Tel Aviv.

Au groupe de musiciens est associé depuis 2004 Andrzej Czop „czoper”, ingénieur du son et responsable des lumières. Diplômé de l'Université de science et de technologie AGH de Cracovie. Avec le théâtre KTO à Cracovie (à partir de 1983), il réalise le son pour de grands spectacles en plein air pour la télévision. Il fut chef du studio d’acoustique du Théâtre Juliusz Słowacki à Cracovie de juillet 2004 - juillet 2009.
Le pianiste franco-suédois Stefan Orins fut membre du groupe pendant plusieurs années et participa à l'enregistrement des disques Hush Hush et MBK Live.

## Discographie
Le groupe a enregistré plusieurs disques :
- 2014 MKB Live (Label Andromeda)[26] Le disque comprend huit titres.

- 2012 Hush Hush (Label Andromeda)[27] Ce disque, avec la participation du chanteur Maciej Maleńczuk comprend onze titres dont Klezmer Medley[28].

- 2007 Tsunami (Label ProFonica)[29]
- 2003 Nu Klezmer Project (Label Gowi Records)[15] Ce disque comprend neuf titres.

En association avec la chanteuse Aida Kosojan-Przybysz, le Max Klezmer Band a enregistré deux albums : 
- "Aida & Max Klezmer Band" en 2001, édition Polskie Radio (Radio polonaise)
- "Nagie Myśli" en 2004, distributeur Universal Music Group.

Le groupe a également enregistré un disque avec Katarzyna Gaertner sous le titre "Czar Korzeni", édition Polskie Radio (Radio polonaise), en 1999.